# Atalaya (Perú)

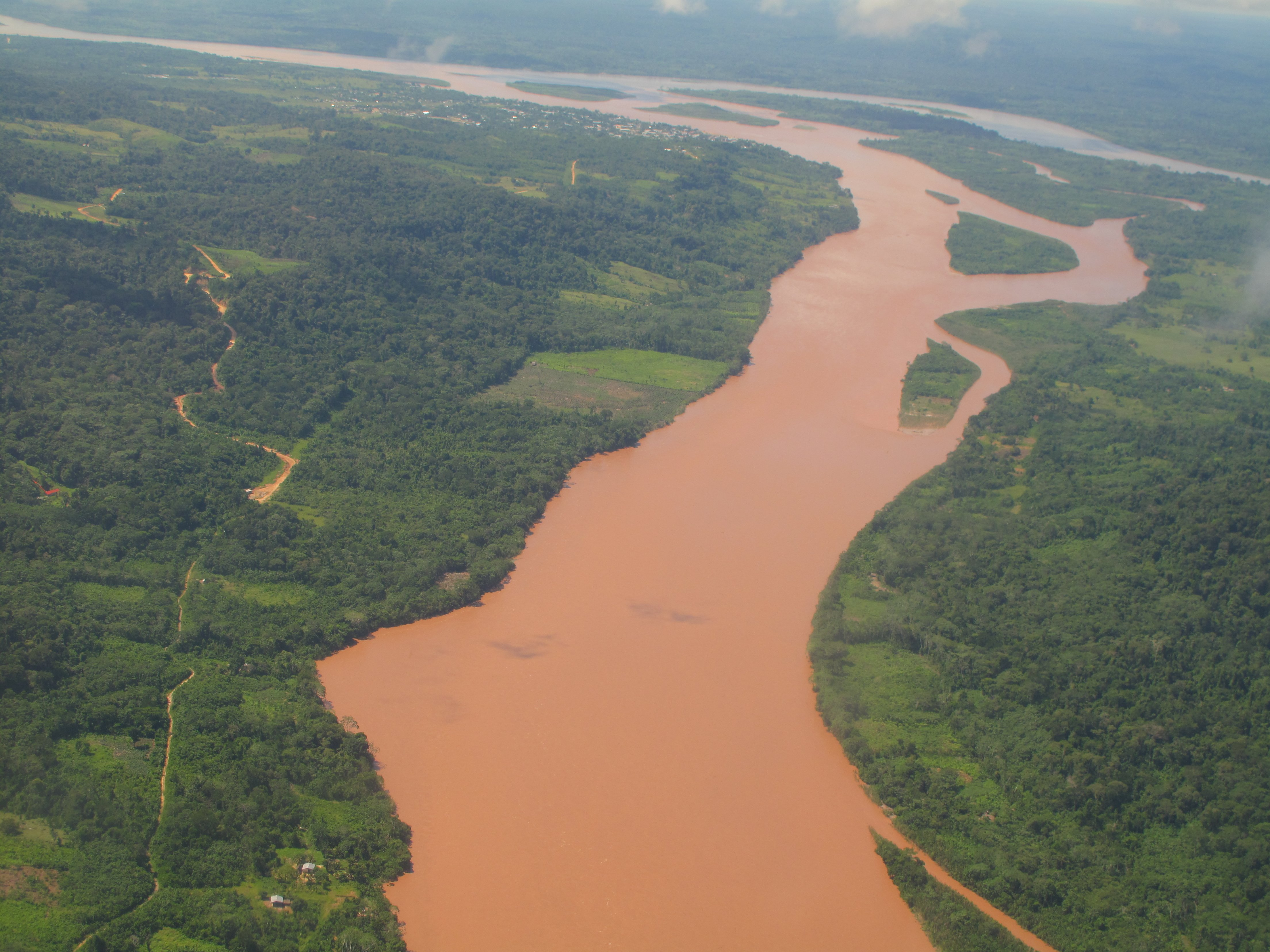
Río Ucayali.

Atalaya es una ciudad peruana capital del distrito de Raimondi y a su vez de la provincia de Atalaya ubicada en el departamento de Ucayali. Está situada a orillas del río Ucayali, justo en su inicio, en la confluencia de los ríos Urubamba y Tambo.
Fue fundada el 29 de mayo de 1928 y es conocida como "La Esmeralda del Ucayali". Se encuentra a una altitud de 220 m s. n. m.
Atalaya también es conocida por los lugares turísticos que posee, como la caverna de Tambo Ushco, la Piedra del Toro, las Tres Ventanas, la piscina natural de Sapani y la quebrada Canuja.

## Demografía
Según el Directorio Nacional de Centros Poblados, la ciudad cuenta con una población de 15 162 habitantes para el 2017. La población distrital asciende a 32 430, y se estima que sea de 39 732 habitantes para el 2020.

## Historia
Antes de la llegada de los misioneros a Atalaya estas tierras eran conocidas como «tierra de los salvajes», ese concepto no cambió por mucho tiempo, hasta que con la llegada de los Jesuitas, recogiendo el legado Incaico, le denominaron Vehitiaricuy o Buena Vista. Actualmente, la etimología de la palabra española Atalaya precisa que este nombre significa «torre de vigía, lugar de vigía o mirador».
El 29 de mayo de 1928, por sugerencia del diputado Departamental de Loreto, Sr. Abraham de Rivero, y a la aceptación del hacendado Don Francisco Vargas Hernández, se reunieron todos los habitantes de las márgenes de la boca del Urubamba en su predio «La Huayra», para acordar la fundación de un nuevo Distrito que respondiera a sus necesidades y propósitos, y además que resguardara la creciente amenaza de la invasión de colonos provenientes del Brasil; poniendo límites territoriales definitivos a este peligro. Las tierras destinadas para la capital de este distrito era el alto valle de un hermoso lugar, muy cerca al fundo también de propiedad de Don Francisco Vargas, llamado «La Colonia», que se ubicaba en la actual zona de la quebrada Canuja; el lugar referido para el pueblo estaba ubicado en la margen izquierda del río Tambo, próximo a su desembocadura, y que anteriormente había sido zona de sembríos de los miembros de la «Misión Santa Rosa de los Piros», dedicados al cultivo de algodón.
El acuerdo unánime de los asistentes en esta reunión fue que el nombre de este nuevo pueblo fuera el de «Atalaya», nombre sugerido por el mencionado Diputado, quien hizo una comparación al observar los altos y azules valles de la zona con un terreno de vigilancia que le hizo relacionar con las atalayas o torres de vigía que existen en la frontera entre el Ecuador y Perú.
Con el afán de preparar a la Amazonía en el eventual auge de colonizadores, el Estado Peruano decidió poner las bases políticas, sociales y geográficas. Tal es así que, el 28 de septiembre de 1928, se creó el Distrito del Alto Ucayali y el 29 de septiembre de ese mismo año, el presidente de la República Augusto B. Leguía, promulgó la ley que creó el Distrito del Alto Ucayali, con la localidad de Atalaya como capital.
Posteriormente, con Decreto Ley N.º 23416, del 1 de junio de 1982, se creó la provincia de Atalaya, manteniendo a la localidad de Atalaya como su capital, que ascendió al rango de Villa.
Mediante Ley N° 29845, del 15 de marzo de 2012 y publicada el 27 de marzo de 2012, se ascendió a Villa Atalaya al rango de Ciudad.

## Clima
La temperatura promedio es con una variación 18 °C a 37 °C (según períodos estacionales), con un clima tropical - subamazónico.
| Parámetros climáticos promedio de Atalaya | Parámetros climáticos promedio de Atalaya | Parámetros climáticos promedio de Atalaya | Parámetros climáticos promedio de Atalaya | Parámetros climáticos promedio de Atalaya | Parámetros climáticos promedio de Atalaya | Parámetros climáticos promedio de Atalaya | Parámetros climáticos promedio de Atalaya | Parámetros climáticos promedio de Atalaya | Parámetros climáticos promedio de Atalaya | Parámetros climáticos promedio de Atalaya | Parámetros climáticos promedio de Atalaya | Parámetros climáticos promedio de Atalaya | Parámetros climáticos promedio de Atalaya |
| Mes                                       | Ene.                                      | Feb.                                      | Mar.                                      | Abr.                                      | May.                                      | Jun.                                      | Jul.                                      | Ago.                                      | Sep.                                      | Oct.                                      | Nov.                                      | Dic.                                      | Anual                                     |
| ----------------------------------------- | ----------------------------------------- | ----------------------------------------- | ----------------------------------------- | ----------------------------------------- | ----------------------------------------- | ----------------------------------------- | ----------------------------------------- | ----------------------------------------- | ----------------------------------------- | ----------------------------------------- | ----------------------------------------- | ----------------------------------------- | ----------------------------------------- |
| Temp. máx. media (°C)                     | 31.5                                      | 30.8                                      | 31.3                                      | 32                                        | 31.8                                      | 31.5                                      | 31.4                                      | 32.6                                      | 32.5                                      | 32.5                                      | 32.1                                      | 31.5                                      | 31.8                                      |
| Temp. media (°C)                          | 26.5                                      | 26                                        | 26.2                                      | 26.5                                      | 25.9                                      | 25.2                                      | 25                                        | 25.9                                      | 26.2                                      | 26.8                                      | 26.7                                      | 26.2                                      | 26.1                                      |
| Temp. mín. media (°C)                     | 21.5                                      | 21.3                                      | 21.1                                      | 21                                        | 20.1                                      | 19                                        | 18.7                                      | 19.3                                      | 20                                        | 21.1                                      | 21.3                                      | 21                                        | 20.5                                      |
| Fuente: climate-data.org                  |                                           |                                           |                                           |                                           |                                           |                                           |                                           |                                           |                                           |                                           |                                           |                                           |                                           |

## Rutas y vías de comunicación
- Acuática fluvial: por los ríos navegables Ucayali, Tambo y Urubamba - Destinos principales: Pucallpa, Puerto Ocopa y Sepahua.
- Aérea: por vuelos chárter, avionetas y aviones bimotores. Aeropuerto: General FAP Gerardo Pérez Pinedo - Destinos principales: Pucallpa, Lima, Satipo, Puerto Esperanza y Sepahua.

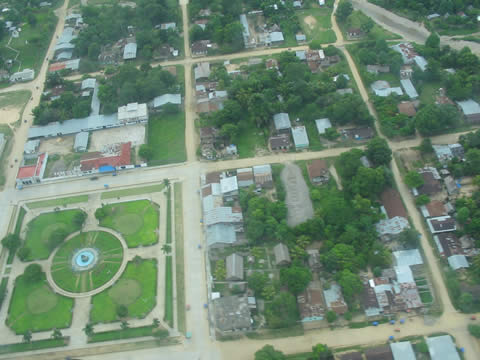
Plaza de Atalaya.

- Plaza de Atalaya.Terrestre: por trocha carrozable, de 164 km aproximadamente, transitable solo en los meses de verano (abril-noviembre) - Destinos principales: Oventeni y Puerto Ocopa.